# XXe siècle en musique classique
| \| • Retour à la chronologie générale de la musique classique • \| |
| Grèce • Rome • Haut Moyen Âge • VIIIe siècle • IXe siècle • Xe siècle • XIe siècle XIIe siècle • XIIIe siècle • XIVe siècle • XVe siècle • XVIe siècle • XVIIe siècle XVIIIe siècle • XIXe siècle • XXe siècle • XXIe siècle |
| • Retour à la chronologie générale de la musique classique • |

| Années en musique classique : 1897 - 1898 - 1899 - 1900 - 1901 - 1902 - 1903    |
| Décennies en musique classique : 1870 - 1880 - 1890 - 1900 - 1910 - 1920 - 1930 |

## Événements
- Seconde moitié du XXe siècle : retour aux principes et méthodes de la facture traditionnelle du clavecin qui retrouve une place significative en musique ancienne ou contemporaine

## Naissances
- 1900 : George Antheil, († 1959)
- 1900 : Henry Barraud, († 1997)
- 1900 : Aaron Copland, († 1990)
- 1900 : Pierre-Octave Ferroud, († 1936)
- 1900 : Maurice Jaubert, († 1940)
- 1900 : Ernst Krenek, († 1991)
- 1900 : Kurt Weill, († 1950)
- 1901 : Gerald Finzi, († 1956)
- 1901 : Joaquin Rodrigo, († 1999)
- 1901 : Edmund Rubbra, († 1986)
- 1901 : Henri Sauguet, († 1989)
- 1901 : Ruth Seeger Crawford, († 1953)
- 1901 : Henri Tomasi, († 1971)
- 1902 : Maurice Duruflé, († 1986)
- 1902 : Richard Rodgers, († 1979)
- 1902 : William Walton, († 1983)
- 1902 : Stefan Wolpe, († 1972)
- 1903 : Claude Arrieu, († 1990)
- 1903 : Lennox Berkeley, († 1989)
- 1903 : Boris Blacher, († 1975)
- 1903 : Aram Khachaturian, († 1978)
- 1903 : Flor Peeters, († 1986)
- 1904 : Luigi Dallapiccola, († 1975)
- 1904 : Georges Hugon, († 1980)
- 1904 : Dmitri Kabalevski, († 1987)
- 1904 : Nathan Milstein, († 1992)
- 1904 : Goffredo Petrassi, († 2003
- 1904 : Manuel Rosenthal, († 2003)
- 1904 : Nikos Skalkottas, († 1949)
- 1905 : William Alwyn, († 1985)
- 1905 : Marc Blitzstein, († 1964)
- 1905 : Eugène Bozza, († 1991)
- 1905 : Ferenc Farkas, († 2000)
- 1905 : Ernesto Halffter, († 1989)
- 1905 : André Jolivet, († 1974)
- 1905 : Constant Lambert, († 1951)
- 1905 : Alan Rawsthorne, († 1971)
- 1905 : Giacinto Scelsi, († 1988)
- 1905 : Michael Tippett, († 1998)
- 1905 : Eduard Tubin, († 1982)
- 1906 : Antal Dorati, († 1988)
- 1906 : Dmitri Chostakovitch, († 1975)
- 1906 : Elisabeth Lutyens, († 1983)
- 1906 : Franz Waxman, († 1962)
- 1906 : E. Power Biggs, († 10 mars 1977)
- 1907 : Tony Aubin, († 1981)
- 1907 : Jean Daetwyler, († 1994)
- 1907 : Camargo Guarnieri, († 1993)
- 1907 : Jean Langlais, († 1991
- 1907 : Elisabeth Maconchy, († 1994)
- 1907 : György Ránki, († 1992)
- 1907 : Miklos Rozsa, († 1995)
- 1907 : Alec Wilder, († 1980)
- 1908 : Leroy Anderson, († 1975)
- 1908 : Elliott Carter, († 2012)
- 1908 : Jean Coulthard, († 2000)
- 1908 : Jean Yves Daniel-Lesur, († 2002)
- 1908 : Howard Ferguson, († 1999)
- 1908 : Gunnar de Frumerie, († 1987)
- 1908 : Lars-Erik Larsson, († 1986)
- 1908 : Olivier Messiaen, († 1992)
- 1908 : Joaquín Nin-Culmell, († 2004)
- 1909 : Brian Easdale, († 1995)
- 1909 : Gaston Litaize, († 1991)
- 1910 : Samuel Barber, († 1981)
- 1910 : Elsa Barraine, († 1999)
- 1910 : Paul Bowles, († 1999)
- 1910 : Jacques Chailley, († 1999)
- 1910 : Pierre Lantier, († 1998)
- 1910 : Rolf Liebermann, († 1999)
- 1910 : Jean Martinon, († 1976
- 1910 : Paule Maurice, († 1967)
- 1910 : William Schuman, († 1992)
- 1910 : Luciano Sgrizzi, († 1994)
- 1910 : Pierre Schaeffer, († 1995)
- 1910 : Josef Tal, († 2008)
- 1911 : Jehan Alain, († 1940)
- 1911 : Erik Bergman, († 2006)
- 1911 : Jean-Jacques Grünenwald, († 1982)
- 1911 : Bernard Herrmann, († 1975)
- 1911 : Alan Hovhaness, († 2000)
- 1911 : Gian Carlo Menotti, († 2007)
- 1911 : Gustaf Allan Pettersson, († 1980)
- 1911 : Nino Rota, († 1979)
- 1911 : Vladimir Ussachevsky, († 1990)
- 1912 : John Cage, († 1992)
- 1912 : Jean Françaix, († 1997)
- 1912 : Carlos Guastavino, († 2000)
- 1912 : Jean-Louis Martinet, († 2010)
- 1912 : Conlon Nancarrow, († 1997)
- 1913 : Henry Brant, († 2008)
- 1913 : Benjamin Britten, († 1976)
- 1913 : Morton Gould, († 1996)
- 1913 : Witold Lutoslawski, († 1994)
- 1913 : Jerome Moross, († 1983)
- 1913 : Maurice Ohana, († 1992)
- 1913 : Saburo Takata, († 2000)
- 1914 : Andrzej Panufnik, († 1991)
- 1914 : Stjepan Sulek, († 1986)
- 1915 : David Diamond, († 2005)
- 1915 : Marcel Landowski, († 1999
- 1915 : Robert Palmer, († 2003)
- 1915 : Vincent Persichetti, († 1987)
- 1915 : Humphrey Searle, († 1982)
- 1916 : Milton Babbitt, († 2011)
- 1916 : Henri Dutilleux, († 2013)
- 1916 : Einar Englund, († 1999)
- 1916 : Alberto Ginastera, († 1983)
- 1916 : Tolia Nikiprowetzky, († 1997)
- 1916 : Pierre Sancan, († 2008)
- 1917 : Isang Yun, († 1995)
- 1917 : Jean Hubeau, († 1992)
- 1917 : Dinu Lipatti, († 1950)
- 1918 : Leonard Bernstein, († 1990)
- 1918 : Gottfried von Einem, († 1996)
- 1918 : George Rochberg, († 2005)
- 1918 : Bernd Alois Zimmermann, († 1970)
- 1919 : Leon Kirchner, († 2009)
- 1921 : Malcolm Arnold, († 2006)
- 1921 : Jeanne Demessieux, († 1968)
- 1921 : André Jorrand, († 2007)
- 1921 : Astor Piazzolla, († 1992)
- 1921 : Leo Smit, († 1943)
- 1922 : Iannis Xenakis, († 2001)
- 1923 : György Ligeti, († 2006)
- 1923 : Ned Rorem
- 1923 : Stanisław Skrowaczewski
- 1924 : Claude Ballif, († 2004)
- 1924 : Lejaren Hiller, († 1994)
- 1924 : Maurice Jarre, († 2009)
- 1924 : Milko Kelemen
- 1924 : Serge Nigg, († 2008)
- 1924 : Luigi Nono, († 1990)
- 1925 : Cathy Berberian, († 1983)
- 1925 : Luciano Berio, († 2003)
- 1925 : André Boucourechliev, († 1998)
- 1925 : Pierre Boulez, († 2016)
- 1925 : Bertold Hummel, († 2002)
- 1925 : Gunther Schuller
- 1925 : Mikis Theodorakis
- 1926 : Marie-Claire Alain, († 2013)
- 1926 : Earle Brown, († 2002)
- 1926 : Morton Feldman, († 1987)
- 1926 : Carlisle Floyd
- 1926 : Hans Werner Henze, († 2012)
- 1926 : Betsy Jolas
- 1926 : Oldřich František Korte
- 1926 : György Kurtag
- 1926 : Clermont Pépin, († 2006)
- 1927 : Dominick Argento
- 1927 : Michael Gielen
- 1927 : Pierre Henry
- 1927 : Salvatore Martirano, († 1995)
- 1927 : Pierre Mercure, († 1966)
- 1927 : Jacques-Louis Monod
- 1928 : Samuel Adler
- 1928 : Jean Barraqué, († 1973)
- 1928 : Einojuhani Rautavaara
- 1928 : Karlheinz Stockhausen, († 2007)
- 1929 : George Crumb
- 1929 : Edison Denisov, († 1996)
- 1929 : Petr Eben, († 2007)
- 1929 : Alun Hoddinott, († 2008)
- 1929 : Roger Matton
- 1929 : Toshiro Mayuzumi, († 1997)
- 1929 : Henri Pousseur, († 2009)
- 1929 : André Previn
- 1929 : Peter Sculthorpe
- 1930 : Robert Ashley
- 1930 : Jean Guillou
- 1930 : Friedrich Gulda
- 1930 : Cristobal Halffter
- 1930 : Jorma Panula
- 1930 : Toru Takemitsu, († 1996)
- 1931 : Sofia Goubaïdoulina
- 1931 : Sándor Szokolay, († 2013)
- 1931 : Mauricio Kagel
- 1932 : Aubert Lemeland, († 2010)
- 1932 : Giacomo Manzoni
- 1932 : Rodion Shchedrin
- 1932 : Antoine Tisné, († 1998)
- 1932 : Gilles Tremblay
- 1933 : Akira Miyoshi
- 1933 : Krzysztof Penderecki
- 1933 : R. Murray Schafer
- 1934 : Alain Bancquart
- 1934 : John Chowning
- 1934 : Xavier Darasse, († 1992)
- 1934 : Roger Reynolds
- 1934 : Christian Wolff
- 1935 : Gordon Mumma
- 1935 : Arvo Pärt
- 1935 : Terry Riley
- 1935 : Aulis Sallinen
- 1935 : Peter Schickele
- 1935 : La Monte Young
- 1936 : Steve Reich
- 1936 : Aribert Reimann
- 1937 : Philip Glass
- 1938 : John Corigliano
- 1938 : Jacques Hétu
- 1938 : Jean-Claude Risset
- 1938 : Frederic Rzewski
- 1938 : Yoshihisa Taira († 2005)
- 1939 : Leo Brouwer
- 1939 : Bruce Mather
- 1940 : Frank Zappa, († 1993)
- 1941 : Gheorghe Zamfir
- 1942 : Ulf Grahn
- 1942 : Sven-David Sandström
- 1943 : Yoav Talmi
- 1944 : Leif Segerstam
- 1945 : Keith Jarrett
- 1945 : Graciane Finzi
- 1946 : Gérard Grisey, († 1998)
- 1946 : Giuseppe Sinopoli († 2001)
- 1947 : John Coolidge Adams
- 1947 : Tristan Murail
- 1950 : Olivier Greif, († 2000)
- 1952 : Oliver Knussen
- 1952 : Wolfgang Rihm
- 1952 : Philippe Manoury
- 1956 : Pierre Pincemaille, († 2018)
- 1959 : Erkki-Sven Tüür
- 1960 : George Benjamin
- 1960 : Patrick Burgan
- Année incertaine : 
  - Alain Denis

## Décès
- 1901 : Giuseppe Verdi, (° 1813)
- 1902 : August Klughardt, (° 1847)
- 1903 : Luigi Arditi, (° 1822)
- 1904 : Antonín Dvořák, (° 1841)
- 1905 : Franz Strauss, (° 1822)
- 1906 : John Knowles Paine, (° 1839)
- 1907 : Edvard Grieg,  (° 1843)
- 1907 : Joseph Joachim, (° 1831)
- 1908 : Nikolaï Rimski-Korsakov, (° 1844)
- 1909 : Francisco Tárrega, (° 1852)
- 1910 : Carl Reinecke, (° 1824)
- 1910 : Mili Balakirev, (° 1837)
- 1911 : Gustav Mahler, (° 1860)
- 1912 : Jules Massenet, (° 1842)
- 1913 : David Popper, (° 1843)
- 1914 : Albéric Magnard, (° 1865)
- 1915 : Alexandre Scriabine, (° 1872)
- 1916 : Max Reger, (° 1873)
- 1917 : Scott Joplin, (° 1868)
- 1918 : Claude Debussy, (° 1862)
- 1919 : Ruggero Leoncavallo, (° 1857)
- 1920 : Max Bruch, (° 1838)
- 1921 : Camille Saint-Saëns, (° 1835)
- 1922 : Carl Michael Ziehrer, (° 1843)
- 1923 : Gerónimo Giménez, (° 1854)
- 1923 : Dora Pejačević, (° 1885)
- 1923 : Camille Chevillard, (° 1859)
- 1923 : Claude Terrasse, (° 1867)
- 1923 : Victor Maurel, (° 1848)
- 1923 : Félix Fourdrain, (° 1880)
- 1923 : Tomás Bretón, (° 1850)
- 1924 : Giacomo Puccini, (° 1858)
- 1924 : Gabriel Fauré, (° 1845)
- 1925 : Erik Satie, (° 1866)
- 1925 : Eugène Gigout, (° 1844)
- 1926 : André Gedalge, (° 1853)
- 1927 : Robert Fuchs, (° 1847)
- 1928 : Leoš Janáček, (° 1854)
- 1929 : André Messager, (° 1853)
- 1930 : Peter Warlock, (° 1894)
- 1931 : Vincent d'Indy, (° 1851)
- 1932 : John Philip Sousa, (° 1854)
- 1933 : Sigfrid Karg-Elert, (° 1877)
- 1934 : Edward Elgar, (° 1857)
- 1935 : Paul Dukas, (° 1865)
- 1935 : Charles Martin Loeffler, (° 1861)
- 1935 : Josef Suk, (° 1874)
- 1935 : Alban Berg, (° 1885)
- 1936 : Ottorino Respighi, (° 1879)
- 1936 : Federico García Lorca, (° 1898)
- 1936 : Pierre-Octave Ferroud, (° 1900)
- 1936 : Alexandre Glazounov, (° 1865)
- 1937 : Maurice Ravel, (° 1875)
- 1937 : Albert Roussel, (° 1869)
- 1938 : Maurice Emmanuel, (° 1862)
- 1938 : Leopold Godowsky, (° 1870)
- 1938 : James Scott, (° 1885)
- 1939 : Charles Tournemire, (° 1870)
- 1939 : Franz Schmidt, (° 1874)
- 1939 : John Foulds, (° 1880)
- 1940 : Maurice Jaubert, (° 1900)
- 1940 : Jehan Alain, (° 1911)
- 1940 : Joseph Lamb, (° 1887)
- 1940 : Silvestre Revueltas, (° 1899)
- 1941 : Christian Sinding, (° 1856)
- 1941 : Ignacy Paderewski, (° 1860)
- 1941 : Frank Bridge, (° 1879)
- 1941 : Philippe Gaubert, (° 1879)
- 1941 : Hamilton Harty, (° 1879)
- 1942 : Alexander von Zemlinsky, (° 1871)
- 1942 : Erwin Schulhoff, (° 1894)
- 1943 : Abel Decaux, (° 1869)
- 1943 : Sergueï Rachmaninov, (° 1873)
- 1943 : Leo Smit, (° 1900)
- 1944 : Sylvio Lazzari, (° 1857)
- 1944 : Cécile Chaminade, (° 1857)
- 1944 : Amy Beach, (° 1867)
- 1944 : Henry Wood, (° 1869)
- 1944 : Paul Ladmirault, (° 1877)
- 1944 : Riccardo Zandonai, (° 1883)
- 1945 : Pietro Mascagni, (° 1863)
- 1945 : Béla Bartók, (° 1881)
- 1945 : Anton Webern, (° 1883)
- 1946 : Granville Bantock, (° 1868)
- 1946 : Manuel de Falla, (° 1876)
- 1946 : Charles Wakefield Cadman, (° 1881)
- 1947 : Salvatore Cardillo, (° 1874)
- 1947 : Reynaldo Hahn, (° 1874)
- 1948 : Umberto Giordano, (° 1867)
- 1948 : Franz Lehár, (° 1870)
- 1948 : Ermanno Wolf-Ferrari, (° 1876)
- 1949 : Nikos Skalkottas, (° 1904)
- 1949 : Richard Strauss, (° 1864)
- 1950 : Kurt Weill, (° 1900)
- 1950 : Dinu Lipatti, (° 1917)
- 1950 : Kurt Weill, (° 1900)
- 1951 : Constant Lambert, (° 1905)
- 1951 : Willem Mengelberg, (° 1871)
- 1952 :
- 1953 : Ruth Seeger Crawford, (° 1901)
- 1953 :
- 1954 : Wilhelm Furtwängler, (° 1886)
- 1955 :
- 1956 : Gerald Finzi, (° 1901)
- 1956 :
- 1957 : Jean Sibelius, (° 1865)
- 1958 :
- 1959 : George Antheil, (° 1900)
- 1962 : Franz Waxman, (° 1906)
- 1964 : Marc Blitzstein, (° 1905)
- 1966 : Pierre Mercure, (° 1927)
- 1967 : Paule Maurice, (° 1910)
- 1968 : Jeanne Demessieux, (° 1921)
- 1970 : Bernd Alois Zimmermann, (° 1918)
- 1971 : Henri Tomasi, (° 1901)
- 1971 : Alan Rawsthorne, (° 1905)
- 1972 : Stefan Wolpe, (° 1902)
- 1973 : Jean Barraqué, (° 1928)
- 1974 : André Jolivet, (° 1905)
- 1975 : Boris Blacher, (° 1903)
- 1975 : Luigi Dallapiccola, (° 1904)
- 1975 : Dmitri Chostakovitch, (° 1906)
- 1975 : Leroy Anderson, (° 1908)
- 1975 : Bernard Herrmann, (° 1911)
- 1976 : Jean Martinon, (° 1910)
- 1976 : Benjamin Britten, (° 1913)
- 1977 : Leopold Stokowski, (°1882)
- 1977 : E. Power Biggs, (° 1906)
- 1978 : Aram Khachaturian, (° 1903)
- 1979 : Richard Rodgers, (° 1902)
- 1979 : Nino Rota, (° 1911)
- 1980 : Georges Hugon, (° 1904)
- 1980 : Alec Wilder, (° 1907)
- 1980 : Gustaf Allan Pettersson, (° 1911)
- 1981 : Tony Aubin, (° 1907)
- 1981 : Samuel Barber, (° 1910)
- 1982 : Eduard Tubin, (° 1905)
- 1982 : Jean-Jacques Grünenwald, (° 1911)
- 1982 : Humphrey Searle, (° 1915)
- 1983 : William Walton, (° 1902)
- 1983 : Elisabeth Lutyens, (° 1906)
- 1983 : Jerome Moross, (° 1913)
- 1983 : Alberto Ginastera, (° 1916)
- 1983 : Cathy Berberian, (° 1925)
- 1984 : Adrien Rougier, (°1892)
- 1985 : William Alwyn, (° 1905)
- 1986 : Edmund Rubbra, (° 1901)
- 1986 : Maurice Duruflé, (° 1902)
- 1986 : Flor Peeters, (° 1903)
- 1986 : Lars-Erik Larsson, (° 1908)
- 1986 : Stjepan Sulek, (° 1914)
- 1987 : Dmitri Kabalevski, (° 1904)
- 1987 : Gunnar de Frumerie, (° 1908)
- 1987 : Vincent Persichetti, (° 1915)
- 1987 : Morton Feldman, (° 1926)
- 1988 : Giacinto Scelsi, (° 1905)
- 1988 : Antal Dorati, (° 1906)
- 1989 : Henri Sauguet, (° 1901)
- 1989 : Lennox Berkeley, (° 1903)
- 1989 : Ernesto Halffter, (° 1905)
- 1990 : Aaron Copland, (° 1900)
- 1990 : Claude Arrieu, (° 1903)
- 1990 : Vladimir Ussachevsky, (° 1911)
- 1990 : Leonard Bernstein, (° 1918)
- 1990 : Luigi Nono, (° 1924)
- 1991 : Ernst Krenek, (° 1900)
- 1991 : Eugène Bozza, (° 1905)
- 1991 : Jean Langlais, (° 1907)
- 1991 : Gaston Litaize, (° 1909)
- 1991 : Andrzej Panufnik, (° 1914)
- 1992 : Nathan Milstein, (° 1904)
- 1992 : György Ránki, (° 1907)
- 1992 : Olivier Messiaen, (° 1908)
- 1992 : William Schuman, (° 1910)
- 1992 : John Cage, (° 1912)
- 1992 : Maurice Ohana, (° 1913)
- 1992 : Jean Hubeau, (° 1917)
- 1992 : Astor Piazzolla, (° 1921)
- 1992 : Xavier Darasse, (° 1934)
- 1993 : Camargo Guarnieri, (° 1907)
- 1993 : Frank Zappa, (° 1940)
- 1994 : Jean Daetwyler, (° 1907)
- 1994 : Elisabeth Maconchy, (° 1907)
- 1994 : Luciano Sgrizzi, (° 1910)
- 1994 : Witold Lutoslawski, (° 1913)
- 1994 : Lejaren Hiller, (° 1924)
- 1995 : Miklos Rozsa, (° 1907)
- 1995 : Brian Easdale, (° 1909)
- 1995 : Isang Yun, (° 1917)
- 1995 : Salvatore Martirano, (° 1927)
- 1996 : Morton Gould, (° 1913)
- 1996 : Gottfried von Einem, (° 1918)
- 1996 : Edison Denisov, (° 1929)
- 1996 : Toru Takemitsu, (° 1930)
- 1997 : Henry Barraud, (° 1900)
- 1997 : Jean Françaix, (° 1912)
- 1997 : Conlon Nancarrow, (° 1912)
- 1997 : Tolia Nikiprowetzky, (° 1916)
- 1997 : Toshiro Mayuzumi, (° 1929)
- 1998 : Michael Tippett, (° 1905)
- 1998 : Pierre Lantier, (° 1910)
- 1998 : André Boucourechliev, (° 1925)
- 1998 : Antoine Tisné, (° 1932)
- 1998 : Gérard Grisey, (° 1946)
- 1999 : Joaquin Rodrigo, (° 1901)
- 1999 : Howard Ferguson, (° 1908)
- 1999 : Elsa Barraine, (° 1910)
- 1999 : Paul Bowles, (° 1910)
- 1999 : Jacques Chailley, (° 1910)
- 1999 : Rolf Liebermann, (° 1910)
- 1999 : Marcel Landowski, (° 1915)
- 1999 : Einar Englund, (° 1916)
- 2000 : Ferenc Farkas, (* 1905)
- 2000 : Jean Coulthard, (* 1908)
- 2000 : Alan Hovhaness, (* 1911)
- 2000 : Carlos Guastavino, (* 1912)
- 2000 : Saburo Takata, (* 1913)
- 2000 : Olivier Greif, (* 1950)

## Ressources audio-visuelles
- « Musique/arts plastiques. Intersections au XXe siècle » Cycle de quatre conférences dispensé par Jean-Yves Bosseur au Collège Belgique (2009).